# 조지 스티븐스
조지 쿠퍼 스티븐스(영어: George Cooper Stevens, 1904년 12월 18일 ~ 1975년 3월 8일)는 미국의 영화 감독, 촬영 감독이다. 1950년대 아카데미상 후보 또는 수상작으로 선정됐던 영화 《젊은이의 양지》(1951), 《셰인》(1953), 《자이언트》(1956), 《안네의 일기》(1959)를 감독했다.

## 연출 작품 목록

### 영화
| 연도 | 제목              | 원제                         | 감독                   | 비고                 |
| ---- | ----------------- | ---------------------------- | ---------------------- | -------------------- |
| 1934 | 할리우드 파티     | Hollywood Party              | MGM                    |                      |
| 1935 |                   | The Nitwits                  | RKO                    |                      |
| 1935 | 앨리스 애덤스     | Alice Adams                  | RKO                    |                      |
| 1935 | 애니 오클리       | Annie Oakley                 | RKO                    |                      |
| 1936 | 스윙 타임         | Swing Time                   | RKO                    |                      |
| 1937 |                   | Quality Street               | RKO                    |                      |
| 1937 |                   | A Damsel in Distress         | RKO                    |                      |
| 1938 | 비바셔스 레이디   | Vivacious Lady               | RKO                    |                      |
| 1939 | 건가 딘           | Gunga Din                    | RKO                    |                      |
| 1940 |                   | Vigil in the Night           | RKO                    |                      |
| 1941 | 페니 세러네이드   | Penny Serenade               | 컬럼비아               |                      |
| 1942 | 여성의 해         | Woman of the Year            | MGM                    |                      |
| 1942 | 사랑의 별장       | The Talk of the Town         | 컬럼비아               |                      |
| 1943 | 한 여자와 두 남자 | The More the Merrier         | 컬럼비아               | 아카데미 감독상 후보 |
| 1948 |                   | On Our Merry Way             | 미러클 프로덕션        |                      |
| 1948 | 아이 리멤버 마마  | I Remember Mama              | RKO                    |                      |
| 1951 | 젊은이의 양지     | A Place in the Sun           | 파라마운트             | 아카데미 감독상 수상 |
| 1952 | 생의 애욕         | Something to Live For        | MGM                    |                      |
| 1953 | 셰인              | Shane                        | 파라마운트             | 아카데미 감독상 후보 |
| 1956 | 자이언트          | Giant                        | 워너브라더스           | 아카데미 감독상 수상 |
| 1959 | 안네의 일기       | The Diary of Anne Frank      | 20세기 폭스            | 아카데미 감독상 후보 |
| 1965 | 최고의 이야기     | The Greatest Story Ever Told | 조지 스티븐스 프로덕션 |                      |
| 1970 | 사랑이라는 게임   | The Only Game in Town        | 20세기 폭스            |                      |

## 경력
- 제10회 칸영화제 심사위원 (1957년)
- 영화 예술 과학 아카데미(AMPAS) 회장 (1958~1959년)
- 제20회 베를린국제영화제 심사위원장 (1970년)

## 수상
- 제9회 뉴욕 영화 비평가 협회상 감독상 (1943년)
- 제4회 미국 감독 조합상 영화부분 감독상 (1952년)
- 제24회 미국 아카데미 시상식 감독상 (1952년)
- 제26회 미국 아카데미 시상식 어빙 탤버그상 (1954년)
- 제9회 미국 감독 조합상 영화부문 감독상 (1956년)
- 제29회 미국 아카데미 시상식 감독상 (1957년)
- 제12회 미국 감독 조합상 공로상 (1959년)